# Ptychomitrium incurvum
Ptychomitrium incurvum är en bladmossart som beskrevs av Richard Spruce 1849. Ptychomitrium incurvum ingår i släktet atlantmossor, och familjen Ptychomitriaceae. Inga underarter finns listade i Catalogue of Life.